# Гуревич, Андрей Алексеевич
Андрей Алексеевич Гуревич (род. 4 марта 1964, Новосибирск, СССР) ― российский балалаечник и музыкальный педагог. Народный артист Российской Федерации (2008); Заслуженный артист Российской Федерации (1999).

## Биография
В 1990 году окончил факультет народных инструментов Новосибирской консерватории по классу балалайки А. М. Клюева и Р. В. Леонтьева.
С 1988 года выступает в составе Русского академического оркестра Новосибирской филармонии, является ведущим солистом. В репертуаре Гуревича насчитывается более 70 произведений для солирующего инструмента и оркестра. Также является солистом инструментального ансамбля «Сюрприз», созданного в 1987 году. Коллектив выступал во многих городах России и за рубежом.
Вместе с В. В. Шелеповым образует единственный постоянно действующий в России дуэт двух балалаечников.
Во второй половине 2000-х годов был артистом оркестра Государственной телевизионной и радиовещательной компании «Новосибирск».
С 2010 года занимается педагогической деятельностью. Ведет класс балалайки в Новосибирской специальной музыкальной школе (колледже), с 2013 года ― старший преподаватель кафедры народных инструментов в Новосибирской консерватории. Среди его учеников ― победители и лауреаты Молодёжных Дельфийских игр и других престижных конкурсов.
В 2013 году был членом жюри Молодёжных Дельфийских игр России в номинации «балалайка».

## Награды
- Народный артист Российской Федерации (2008)[7].
- Заслуженный артист Российской Федерации (1999)[8].